# حبیب کاشانی
حبیب کاشانی (زادهٔ ١٣۴۴) عضو شورای اسلامی شهر تهران 
در دوره دوم، سوم و چهارم بوده‌ و هم‌اکنون عضو دوره ششم این شورا نیز هست. او یک بار  (از تیر سال ۱۳۸۶ تا تیر سال ۱۳۸۷) به عنوان مدیرعامل و بار دوم (از مهر سال ۱۳۸۸ تا شهریور ۱۳۹۰) به عنوان سرپرست، مدیریت باشگاه فرهنگی ورزشی پرسپولیس تهران را عهده‌دار بود که در طی مدیریت او سه قهرمانی برای پرسپولیس (یک قهرمانی لیگ برتر و دو قهرمانی جام حذفی) بدست آمد.

## مدیر عاملی باشگاه پرسپولیس
کاشانی، توسط محمد علی‌آبادی رئیس وقت سازمان تربیت بدنی، پس از محمدحسن انصاری‌فرد به مدیر عاملی باشگاه فرهنگی ورزشی پرسپولیس تهران انتخاب شد و پس از یک سال، استعفا کرد و داریوش مصطفوی جانشین وی شد.
کاشانی در طی یک سال فعالیت خود در باشگاه پرسپولیس، توانست پس از پنج سال ناکامی پرسپولیس را به مقام قهرمانی لیگ برتر ایران برساند. وی پس از استعفای عباس انصاری فرد دوباره و با مقام سرپرستی، اداره پرسپولیس را به عهده گرفت و با انتخاب علی دایی به عنوان سرمربی با وی دو بار پیاپی قهرمان جام حذفی و چهارم لیگ شد.
به دنبال صحبتهای علی دایی بر ضد حبیب کاشانی و تمسخر وی در برنامه خنده بازار در شبکه سه در سال ۱۳۹۰ هر دو استعفا کردند ولی حبیب کاشانی دوباره توسط علی سعیدلو به سر کار برگشت. او حمید استیلی را به جای علی دایی به سرمربیگری پرسپولیس گمارد؛ پس از مدتی سازمان تربیت بدنی او را از کار برکنار کرد و سردار محمد رویانیان را به عنوان مدیر عامل پرسپولیس برگزید. درانتخابات دور پنجم شورای شهر تهران حبیب کاشانی شکست سنگینی متحمل شد و به عنوان عضو علی‌البدل به همرا چمران و دبیر از راهیابی به صحن شورا باز ماند .
لازم به ذکر است افشین قطبی توسط حبیب کاشانی به فوتبال ایران آمد.

## سوابق
حبیب کاشانی سابقه چهار دوره حضور در شورای اسلامی شهر تهران را دارد. (۶،۴،۳،۲)
مدیرعامل باشگاه پرسپولیس سه سال ۸۶ تا ۸۷–۸۸ تا ۹۰
مدیرعامل باشگاه سایپا
مدیر حراست تیم های ملی
مسئول حراست آموزش و پرورش منطقه ۳ تهران
مسئول بازرسی آموزش و پرورش منطقه ۹ تهران
همچنین دارای چند سال سابقه حضور در جبهه (۵۴ ماه)
فرماندهی حوزهٔ بسیج در غرب تهران (خیابان هاشمی)
مدیرعامل مجتمع آموزشی پسرانه و دخترانه هما
مدیر مدارس جندقی، اختری و سلمان فارسی در مناطق ۹ و ۱۰